# SBS프리즘타워
SBS프리즘타워(영어: SBS Prism Tower)은 대한민국 서울특별시 마포구 상암동에 있는 방송국 건물이다. SBS의 모기업인 태영건설에서 건물을 지었다.

## 내부 시설
SBS 프리즘타워는 지하 5층, 지상 17층 규모로 구성되어 있으며, 특히 PRISM AUDITORIUM은 SBS 프리즘타워에 있는 오디토리움, 즉 SBS 프리즘타워 공개홀을 말한다. 이곳에서는 SBS Biz의 모든 프로그램들이 녹화되며, SBS M의 음악 순위 프로그램 THE SHOW도 이곳에서 생방송된다. 매년 슈퍼모델 선발대회와 SBS 연예대상, SBS 연기대상 등이 이곳에서 열린다.
| 층수                | 용도                                         |
| ------------------- | -------------------------------------------- |
| 17층                | POLARIS, LIVE FIT                            |
| 16층                | (주)SBS I&M, (주)블렌딩                      |
| 15층                | (주)SBS I&M                                  |
| 14층                | 콘텐츠웨이브㈜, 스마트미디어렙               |
| 13층                | SBS 미디어넷, ㈜SBS 플러스                   |
| 12층                | (주)SBS 플러스                               |
| 11층                | SBS 골프, SBS 스포츠                         |
| 10층                | (주)SBS 플러스, 스튜디오 6 SBS Biz           |
| 9층                 | 스튜디오 4/5                                 |
| 8층                 | 스튜디오 1/2/3                               |
| 7층                 | 주 조정실, 중앙기계실                        |
| 6층                 | 녹음스튜디오, 효과스튜디오, 미술실, OAP실    |
| 5층                 | 개인편집실, 종합편집실                       |
| 4층                 | 조정실, 연습실                               |
| 3층                 | PRISM AUDITORIUM, 분장실, 의상실, 소품실     |
| 2층                 | CONFERENCE HALL, CAFE SPECTRUM, WITHMOM      |
| 1층                 | LOBBY, SPACE ART, CAER SPECTRUM              |
| 지하 1층            | 세트고, 목재창고, 작화실, 의상창고, 소품창고 |
| 지하 2층 ~ 지하 5층 | 주차장                                       |

## 대중문화
- SBS 드라마 피노키오의 SBS프리즘타워가 나온다.
- MBC 드라마 몬스터 11회에 SBS 간판이 없는 장면이 나온다.
- SBS 드라마 질투의 화신의 SBS프리즘타워가 나온다.

## 사건 사고
- 2020년 8월 20일부터 SBS프리즘타워 내 어린이집 교사가 코로나19 확진 판정을 받아 2020년 8월 21일까지 사옥 전체가 임시 폐쇄되었다.[1]

## 같이 보기
- SBS